# 維珍聯合
維珍聯合（英語：Virgin Unite）是維珍基金的工作名稱，為英國商人理查德·布兰森的維珍集團所設立的慈善分支機構。

## 历史
根據英國慈善機構委員會的資料，該慈善機構最初於1987年註册，曾營運為維珍衛生保健基金與衛生保健基金，維珍聯合活動於2004年展開。布蘭森與維珍集團承諾支付該組織的營運經費令所有捐助都可用於慈善用途。
該基金有數個活動，其中之一為終止產科瘺管，它亦有涉及增加年輕人對愛滋病認知的活動，以及曾在維珍大賣場與慈善組織, Jasa SEO （页面存档备份，存于）, StandUp for Kids （页面存档备份，存于）合作為無家可歸與在危難中的年輕人協助組織回收衣物。
維珍聯合曾依照維基媒體基金會於2006年12月27日所籌得的捐款作出對等捐贈。

## 記事及參考
1. ↑  The Virgin Foundation[永久]，摘自由英國與爾斯慈善機構委員會維護的慈善機構註册中心
2. 1 2  "Virgin Megastores Dedicate Black Friday to Helping Homeless Teens" （页面存档备份，存于） - Standard Newswire， 2006年11月15日
3. ↑  "Triumph and Virgin Unite raise money to help end fistula"[永久] - DailyMoto.com，2006年12月30日
4. ↑  YouthAIDS, Levi's and Virgin Unite Launch 'Kick Me' Campaign to Raise HIV/AIDS Awareness at Colleges and Universities Throughout the Country - Yahoo! Finance
5. ↑  .   [2007-01-24]. （原始内容存档于2006-12-28）.

## 外部連結
- 維珍聯合網站 （页面存档备份，存于）
- "Entrepreneur From Britain Opens Charity In America" - Stephanie Strom，紐約時報，2006年12月19日。
- "Branson's approach to charity is the same" （页面存档备份，存于） - 福布斯雜誌，2006年12月6日
- "Virgin UK Exports Another Peculiar Corporate Charity" （页面存档备份，存于） - wheremostneeded.org，2006年12月20日
- Donations to Virgin Unite - 由Justgiving主持
- Charity Summary: The Virgin Foundation （页面存档备份，存于） - GuideStar （页面存档备份，存于）